# Hamedius
Hamedius is een geslacht van wantsen uit de familie van de Alydidae (Kromsprietwantsen). Het geslacht werd voor het eerst wetenschappelijk beschreven door Stål in 1860.

## Soorten
Het genus bevat de volgende soort:

- Hamedius incarnatus (Erichson, 1842)